# Mérine (distrito)
Mérine é um distrito localizado na província de Sidi Bel Abbès, Argélia.[carece de fontes?] Sua capital é a cidade de mesmo nome.

## Comunas
O distrito está dividido em quatro comunas:
- Mérine
- Tafissour
- Oued Taourira
- Taoudmout